# Liga Checa de Fútbol 2018-19
La Liga Checa de Fútbol 2018-19 por razones de patrocinio Fortuna liga, fue la vigésimo sexta temporada de la Liga de Fútbol de la República Checa, la máxima categoría del fútbol profesional de la República Checa. El torneo se comenzó a disputar el día 20 de julio de 2018 y finalizó en el mes de mayo de 2019, se tiene considerado un receso invernal entre los meses de noviembre y febrero. La temporada es la primera con una nueva estructura de liga en la que los 16 clubes juegan entre sí en casa y fuera, un total de 30 fechas, para luego disputar tres zonas, el grupo por la disputa del campeonato, un grupo por la clasificación a la Europa League y un grupo por la disputa del descenso a la Liga Nacional de Fútbol.
El vigente campeón es el FC Viktoria Plzeň que ganó su quinto título checo la temporada anterior.

## Ascensos y descensos
Los clubes Vysočina Jihlava y 1. FK Příbram, descendidos la temporada anterior, son reemplazados para este torneo por el campeón y subcampeón de la Liga Nacional de Fútbol, el Slezský FC Opava y el 1. FK Příbram.
| Pos. | Descendidos de la Liga Checa de Fútbol 2017-18 |
| ---- | ---------------------------------------------- |
| 15.º | FC Vysočina Jihlava                            |
| 16.º | FC Zbrojovka Brno                              |

| Pos. | Ascendidos de la Liga Nacional de Fútbol 2017-18 |
| ---- | ------------------------------------------------ |
| 1.º  | Slezský FC Opava                                 |
| 2.º  | 1. FK Příbram                                    |

## Información de los equipos
| Club                 | Ciudad             | Estadio                   | Capacidad |
| -------------------- | ------------------ | ------------------------- | --------- |
| AC Sparta Praga      | Praga              | Generali Arena            | 19.416    |
| Bohemians Praga 1905 | Praga              | Ďolíček                   | 5.000     |
| FC Baník Ostrava     | Ostrava            | Městský stadion (Ostrava) | 15.123    |
| FC Fastav Zlín       | Zlín               | Letná Stadion             | 6.300     |
| 1. FK Příbram        | Příbram            | Stadion Na Litavce        | 9,100     |
| 1. FC Slovácko       | Uherské Hradiště   | Městský fotbalový stadion | 8.121     |
| FC Slovan Liberec    | Liberec            | Stadion u Nisy            | 9.900     |
| FC Viktoria Plzeň    | Pilsen             | Doosan Arena              | 11.722    |
| FK Dukla Praga       | Praga              | Stadion Juliska           | 8.150     |
| FK Jablonec          | Jablonec nad Nisou | Stadion Střelnice         | 6.280     |
| FK Teplice           | Teplice            | Na Stínadlech             | 18.221    |
| MFK Karviná          | Karviná            | Městský stadion (Karviná) | 12.500    |
| MFK Mladá Boleslav   | Mladá Boleslav     | Městský stadion (MB)      | 5.000     |
| SFC Opava            | Opava              | Městský stadion Opava     | 7,758     |
| SK Sigma Olomouc     | Olomouc            | Andrův stadion            | 12.483    |
| SK Slavia Praga      | Praga              | Eden Arena                | 20.800    |

## Tabla de posiciones

### Temporada regular
- Actualizado al final de la temporada regular el 27 de abril de 2019.[1]

| Pos. | Equipo         | Pts. | PJ | G  | E  | P  | GF   | GC | Dif.  | Clasificación o descenso               |
| ---- | -------------- | ---- | -- | -- | -- | -- | ---- | -- | ----- | -------------------------------------- |
| 1    | Slavia Praga   | 90   | 30 | 30 | 0  | 0  | 2972 | 23 | +2949 | Clasificación al Grupo Campeonato      |
| 2    | Sparta Praga   | 84   | 30 | 28 | 0  | 2  | 2652 | 27 | +2625 | Clasificación al Grupo Campeonato      |
| 3    | Viktoria Plzen | 0    | 0  | 0  | 0  | 0  | 0    | 0  | 0     | Clasificación al Grupo Campeonato      |
| 4    | FK Jablonec    | 51   | 30 | 15 | 6  | 9  | 53   | 26 | +27   | Clasificación al Grupo Campeonato      |
| 5    | Baník Ostrava  | 45   | 30 | 13 | 6  | 11 | 38   | 36 | +2    | Clasificación al Grupo Campeonato      |
| 6    | Slovan Liberec | 42   | 30 | 11 | 9  | 10 | 33   | 28 | +5    | Clasificación al Grupo Campeonato      |
| 7    | Mladá Boleslav | 42   | 30 | 11 | 9  | 10 | 52   | 44 | +8    | Clasificación a Europa League playoffs |
| 8    | Sigma Olomouc  | 40   | 30 | 12 | 4  | 14 | 37   | 43 | −6    | Clasificación a Europa League playoffs |
| 9    | Fastav Zlín    | 39   | 30 | 12 | 3  | 15 | 32   | 40 | −8    | Clasificación a Europa League playoffs |
| 10   | FK Teplice     | 36   | 30 | 10 | 6  | 14 | 32   | 42 | −10   | Clasificación a Europa League playoffs |
| 11   | Bohemians 1905 | 34   | 30 | 8  | 10 | 12 | 29   | 37 | −8    | Clasificación al Grupo descenso        |
| 12   | FC Slovácko    | 34   | 30 | 10 | 4  | 16 | 32   | 45 | −13   | Clasificación al Grupo descenso        |
| 13   | SFC Opava      | 33   | 30 | 9  | 6  | 15 | 39   | 49 | −10   | Clasificación al Grupo descenso        |
| 14   | FK Příbram     | 31   | 30 | 8  | 7  | 15 | 33   | 63 | −30   | Clasificación al Grupo descenso        |
| 15   | MFK Karviná    | 29   | 30 | 8  | 5  | 17 | 39   | 53 | −14   | Clasificación al Grupo descenso        |
| 16   | Dukla Praga    | 20   | 30 | 5  | 5  | 20 | 25   | 62 | −37   | Clasificación al Grupo descenso        |

 Fuente: HET liga (en checo), Soccerway
Criterios de clasificación: 1) Puntos; 2) puntos entre sí; 3) diferencia de goles; 4) Goles marcados.

### Resultados
- Cada equipo juega de local y de visita contra todos los demás equipos de la liga, con un total de 30 partidos jugados cada uno.
| Local \ Visitante | OST | B05 | DUK | JAB | KAR | MLA | OPA | PRI | SIG | SLA | SLK | LIB | SPA | TEP | VPL | ZLN |
| ----------------- | --- | --- | --- | --- | --- | --- | --- | --- | --- | --- | --- | --- | --- | --- | --- | --- |
| Baník Ostrava     | —   | 2–0 | 2–0 | 1–0 | 1–1 | 1–1 | 2–0 | 3–0 | 0–0 | 2–1 | 0–3 | 2–1 | 0–1 | 3–1 | 0–1 | 1–2 |
| Bohemians 1905    | 0–1 | —   | 0–0 | 1–0 | 0–0 | 0–0 | 0–0 | 2–2 | 0–1 | 0–3 | 2–1 | 0–0 | 1–1 | 2–3 | 2–2 | 0–1 |
| FK Dukla Prague   | 1–1 | 0–1 | —   | 2–6 | 2–1 | 2–2 | 1–0 | 1–2 | 0–4 | 1–5 | 1–2 | 2–0 | 2–3 | 1–0 | 1–3 | 1–1 |
| FK Jablonec       | 4–0 | 3–1 | 2–1 | —   | 4–1 | 0–3 | 2–2 | 3–0 | 3–0 | 0–2 | 2–0 | 0–0 | 1–2 | 2–1 | 3–0 | 4–0 |
| MFK Karviná       | 2–0 | 0–3 | 0–2 | 2–1 | —   | 3–4 | 1–1 | 4–1 | 2–3 | 1–3 | 2–1 | 2–1 | 1–3 | 1–1 | 0–1 | 2–0 |
| Mladá Boleslav    | 2–2 | 3–0 | 0–0 | 1–0 | 1–1 | —   | 6–1 | 2–0 | 0–4 | 0–1 | 5–1 | 1–2 | 2–1 | 1–1 | 1–1 | 3–0 |
| SFC Opava         | 2–1 | 0–1 | 2–0 | 2–0 | 1–3 | 2–1 | —   | 5–0 | 2–1 | 2–3 | 2–2 | 1–1 | 0–3 | 2–0 | 1–2 | 1–2 |
| FK Příbram        | 0–2 | 4–2 | 4–0 | 0–6 | 2–1 | 3–0 | 3–1 | —   | 1–0 | 0–2 | 0–3 | 1–3 | 1–1 | 1–1 | 1–1 | 3–2 |
| Sigma Olomouc     | 1–4 | 2–3 | 1–0 | 1–2 | 3–2 | 0–4 | 2–2 | 2–0 | —   | 0–3 | 1–0 | 2–1 | 1–0 | 2–0 | 0–1 | 1–1 |
| Slavia Prague     | 4–0 | 1–0 | 4–1 | 0–2 | 4–0 | 3–2 | 3–1 | 4–1 | 2–1 | —   | 4–0 | 1–1 | 1–1 | 2–0 | 4–0 | 3–1 |
| FC Slovácko       | 2–1 | 1–1 | 1–0 | 0–0 | 2–0 | 1–1 | 0–2 | 2–0 | 3–1 | 1–3 | —   | 0–1 | 2–1 | 0–2 | 0–1 | 0–4 |
| Slovan Liberec    | 0–0 | 1–1 | 2–0 | 0–0 | 1–0 | 1–0 | 1–2 | 4–0 | 3–0 | 0–1 | 3–2 | —   | 0–1 | 2–2 | 1–1 | 1–0 |
| Sparta Prague     | 3–2 | 1–0 | 2–0 | 0–0 | 1–3 | 4–1 | 2–0 | 2–2 | 2–1 | 2–2 | 1–0 | 4–1 | —   | 0–1 | 4–0 | 2–0 |
| FK Teplice        | 0–1 | 1–2 | 5–2 | 1–2 | 2–1 | 0–2 | 3–2 | 0–0 | 0–0 | 0–3 | 2–0 | 1–0 | 0–4 | —   | 2–1 | 2–1 |
| Viktoria Plzeň    | 2–1 | 3–2 | 4–0 | 1–0 | 2–1 | 6–1 | 1–0 | 1–1 | 2–0 | 2–0 | 2–1 | 1–0 | 1–0 | 1–0 | —   | 1–0 |
| Fastav Zlín       | 1–2 | 0–2 | 2–1 | 1–1 | 2–1 | 3–2 | 2–0 | 3–0 | 0–2 | 1–0 | 0–1 | 0–1 | 1–0 | 1–0 | 0–2 | —   |

## Grupo campeonato
- Los clubes conservan el número total de puntos obtenidos en la temporada regular.

| Pos. | Equipo           | Pts. | PJ | G  | E  | P  | GF   | GC | Dif.  | Clasificación                                                 |
| ---- | ---------------- | ---- | -- | -- | -- | -- | ---- | -- | ----- | ------------------------------------------------------------- |
| 1    | Slavia Praga (C) | 105  | 35 | 35 | 0  | 0  | 4579 | 26 | +4553 | Clasifica a Liga de Campeones de la UEFA 2019-20              |
| 2    | Viktoria Plzeň   | 78   | 35 | 24 | 6  | 5  | 57   | 32 | +25   | Clasifica a Liga de Campeones de la UEFA 2019-20              |
| 3    | Sparta Praga     | 66   | 35 | 20 | 6  | 9  | 59   | 33 | +26   | Fase de grupos de la Liga Europa de la UEFA 2019-20           |
| 4    | FK Jablonec      | 57   | 35 | 17 | 6  | 12 | 58   | 32 | +26   | Segunda fase clasificatoria de Liga Europa de la UEFA 2019-20 |
| 5    | Baník Ostrava    | 47   | 35 | 13 | 8  | 14 | 39   | 43 | −4    |                                                               |
| 6    | Slovan Liberec   | 46   | 35 | 12 | 10 | 13 | 34   | 32 | +2    |                                                               |

 Fuente: Soccerway
Criterios de clasificación: 1) Puntos; 2) puntos entre sí; 3) diferencia de goles; 4) Goles marcados.

### Resultados
| Local \ Visitante | SLA | VPL | SPA | JAB | OST | LIB |
| ----------------- | --- | --- | --- | --- | --- | --- |
| Slavia Praga      | —   | 3–1 | 2–1 | 2–1 | —   | —   |
| Viktoria Plzeň    | —   | —   | 4–0 | 2–1 | 1–1 | —   |
| Sparta Praga      | —   | —   | —   | 2–0 | 3–0 | 1–0 |
| Jablonec          | —   | —   | —   | —   | 2–0 | 1–0 |
| Baník Ostrava     | 0–0 | —   | —   | —   | —   | 0–1 |
| Slovan Liberec    | 0–0 | 0–2 | —   | —   | —   | —   |

## Europa League playoffs
- Los equipos ubicados entre la séptima y décima posición participarán en los playoffs de la liga Europa. El mejor de ellos jugará contra el quinto puesto de los playoffs del campeonato para determinar los ganadores del playoff de la Europa League. Los ganadores se clasificarán para la segunda ronda de clasificación de la Europa League 2019-20.

#### Primera ronda
| Equipo 1       | Agr.  | Equipo 2          | Ida   | Vuelta |
| -------------- | ----- | ----------------- | ----- | ------ |
| FC Fastav Zlín | 3 - 3 | SK Sigma Olomouc  | 1 - 0 | 2 - 3  |
| FK Teplice     | 1 - 9 | FK Mladá Boleslav | 0 - 8 | 1 - 1  |

#### Segunda ronda
| Equipo 1       | Agr.  | Equipo 2          | Ida   | Vuelta |
| -------------- | ----- | ----------------- | ----- | ------ |
| FC Fastav Zlín | 3 - 4 | FK Mladá Boleslav | 3 - 1 | 0 - 3  |

#### Final
| 1 de junio de 2019 | FC Baník Ostrava | 0:1 (0:1) | FK Mladá Boleslav       | Městský stadion, Ostrava,                                |                                                          |
|                    |                  | Reporte   | Nikolay Komlichenko 12' | Asistencia: 10 368 espectadores Árbitro(s): Pavel Franec | Asistencia: 10 368 espectadores Árbitro(s): Pavel Franec |

- El FK Mladá Boleslav clasifica a la Europa League 2019-20.

## Grupo descenso
- Los clubes conservan el número total de puntos obtenidos en la temporada regular.

| Pos. | Equipo               | Pts. | PJ | G  | E  | P  | GF | GC | Dif. | Clasificación o descenso              |
| ---- | -------------------- | ---- | -- | -- | -- | -- | -- | -- | ---- | ------------------------------------- |
| 11   | FC Slovácko          | 45   | 35 | 13 | 6  | 16 | 43 | 47 | −4   |                                       |
| 12   | SFC Opava            | 43   | 35 | 12 | 7  | 16 | 47 | 57 | −10  |                                       |
| 13   | Bohemians 1905 Praga | 40   | 35 | 9  | 13 | 13 | 33 | 43 | −10  |                                       |
| 14   | FK Příbram           | 40   | 35 | 11 | 7  | 17 | 43 | 73 | −30  | Clasifica a playoffs de descenso      |
| 15   | MFK Karviná          | 32   | 35 | 9  | 5  | 21 | 42 | 58 | −16  | Clasifica a playoffs de descenso      |
| 16   | Dukla Praga          | 22   | 35 | 5  | 7  | 23 | 30 | 72 | −42  | Descenso a la Liga Nacional de fútbol |

 Fuente: Soccerway
Criterios de clasificación: 1) Puntos; 2) puntos entre sí; 3) diferencia de goles; 4) Goles marcados.

### Resultados
| Local \ Visitante | SLK | OPA | B05 | PRI | KAR | DUK |
| ----------------- | --- | --- | --- | --- | --- | --- |
| Slovácko          | —   | 4–1 | —   | 5–1 | 2–1 | —   |
| Opava             | —   | —   | —   | 2–1 | 1–0 | 3–2 |
| Bohemians 1905    | 0–0 | 2–1 | —   | 1–4 | —   | —   |
| Příbram           | —   | —   | —   | —   | 1–0 | 3–2 |
| Karviná           | —   | —   | 0–1 | —   | —   | 3–0 |
| Dukla Praga       | 0–0 | —   | 1–1 | —   | —   | —   |

## Playoffs de descenso
- Los equipos ubicados en los puestos 14 y 15 en el grupo de descenso enfrentarán a los equipos segundo y tercero de la Liga Nacional de Fútbol de la República Checa por dos puestos en la máxima categoría la próxima temporada.
| Equipo 1    | Agr.  | Equipo 2         | Ida   | Vuelta |
| ----------- | ----- | ---------------- | ----- | ------ |
| MFK Karviná | 3 - 2 | Vysočina Jihlava | 2 - 1 | 1 - 1  |

- El MFK Karviná ganó 3-2 en el agregado y retuvo su lugar para la Liga Checa de Fútbol 2019-20.
| Equipo 1          | Agr.  | Equipo 2      | Ida   | Vuelta |
| ----------------- | ----- | ------------- | ----- | ------ |
| FC Zbrojovka Brno | 3 - 3 | 1. FK Příbram | 3 - 3 | 0 - 0  |

- El 1. FK Příbram ganó por los goles fuera de casa y mantuvo su lugar para la Liga Checa de Fútbol 2019-20.

## Goleadores
| #  | Jugador             | Club              | Goles |
| -- | ------------------- | ----------------- | ----- |
| 1. | Nikolay Komlichenko | FK Mladá Boleslav | 29    |
| 2. | Miroslav Stoch      | SK Slavia Praga   | 11    |
| 2. | Jean-David Beauguel | FC Fastav Zlín    | 11    |
| 4. | Benjamin Tetteh     | AC Sparta Praga   | 10    |
| 4. | Guélor Kanga        | AC Sparta Praga   | 10    |
| 6. | Martin Doležal      | FK Jablonec       | 9     |
| 6. | Jakub Hora          | FK Teplice        | 9     |
| 8. | Michal Trávník      | FK Jablonec       | 8     |
| 8. | Tomáš Souček        | SK Slavia Praga   | 8     |
| 8. | Tomáš Wágner        | MFK Karviná       | 8     |

https://www.transfermarkt.es/gambrinus-liga/torschuetzenliste/wettbewerb/TS1/saison_id/2018

## Liga Nacional de Fútbol
- La Liga Nacional de Fútbol es la segunda categoría del fútbol profesional en la República Checa.
| Pos. | Equipo                      | Pts. | PJ | G  | E  | P  | GF | GC | Dif. | Promotion or relegation                          |
| ---- | --------------------------- | ---- | -- | -- | -- | -- | -- | -- | ---- | ------------------------------------------------ |
| 1    | Dynamo České Budějovice (C) | 72   | 30 | 23 | 3  | 4  | 60 | 24 | +36  | Asciende a la Liga Checa de Fútbol 2019-20       |
| 2    | Vysočina Jihlava            | 58   | 30 | 17 | 7  | 6  | 50 | 33 | +17  | Clasifica a playoffs de ascenso                  |
| 3    | FC Zbrojovka Brno           | 57   | 30 | 17 | 6  | 7  | 63 | 31 | +32  | Clasifica a playoffs de ascenso                  |
| 4    | FC Hradec Králové           | 53   | 30 | 15 | 8  | 7  | 36 | 18 | +18  |                                                  |
| 5    | FK Ústí nad Labem           | 49   | 30 | 15 | 4  | 11 | 44 | 39 | +5   |                                                  |
| 6    | FK Varnsdorf                | 48   | 30 | 13 | 9  | 8  | 33 | 26 | +7   |                                                  |
| 7    | FK Pardubice                | 44   | 30 | 11 | 11 | 8  | 45 | 34 | +11  |                                                  |
| 8    | MFK Vítkovice               | 40   | 30 | 11 | 7  | 12 | 32 | 44 | −12  |                                                  |
| 9    | 1. SK Prostějov             | 36   | 30 | 9  | 9  | 12 | 28 | 37 | −9   |                                                  |
| 10   | Fotbal Třinec               | 36   | 30 | 10 | 6  | 14 | 36 | 42 | −6   |                                                  |
| 11   | FC Baník Sokolov            | 33   | 30 | 9  | 6  | 15 | 28 | 40 | −12  |                                                  |
| 12   | FC Vlašim                   | 32   | 30 | 7  | 11 | 12 | 30 | 38 | −8   |                                                  |
| 13   | MFK Chrudim                 | 29   | 30 | 8  | 5  | 17 | 39 | 56 | −17  |                                                  |
| 14   | Viktoria Žižkov             | 27   | 30 | 7  | 6  | 17 | 33 | 59 | −26  |                                                  |
| 15   | FC MAS Táborsko             | 25   | 30 | 6  | 7  | 17 | 0  | 53 | −53  | Descenso a Liga de Fútbol de Bohemia (ČFL)       |
| 16   | 1. SC Znojmo                | 25   | 30 | 6  | 7  | 17 | 40 | 60 | −20  | Descenso a Liga de Fútbol Moravia-Silesia (MSFL) |

 Fuente: Fortuna národní liga
Criterios de clasificación: 1) Puntoss; 2) diferencia goles; 3) Goles marcados.